# Mateusz Lewandowski
Mateusz Lewandowski (Płock, 18 marzo 1993) è un dirigente sportivo, allenatore di calcio ed ex calciatore polacco, di ruolo difensore, attuale direttore sportivo dell'Accademia del Wisła Płock e tecnico dell'Under-15 del Wisła Płock.

## Caratteristiche tecniche
Principalmente impiegato come terzino sinistro, poteva essere schierato come difensore centrale, esterno di centrocampo o mediano.

## Carriera

### Giocatore

#### Club
Cresciuto nelle giovanili del Wisła Płock, nel 2010 ha esordito in prima squadra. Dopo una stagione in cui ha collezionato 27 presenze, nel 2011 si è trasferito al Pogoń Stettino. Il 20 agosto 2014 si è trasferito in prestito oneroso all'Entella, club neopromosso in Serie B. Il debutto ufficiale in Italia è avvenuto il 30 agosto 2014, nell'incontro di campionato Entella-Bari (0-2). Impiegato con continuità solamente nella prima parte di stagione, ha collezionato 11 presenze con il club ligure, non riuscendo ad evitare la retrocessione in Lega Pro. Al termine della stagione è tornato al Pogoń Stettino. Il 2 marzo 2017 si è trasferito in prestito allo Śląsk Breslavia. Il 1º luglio 2017 è diventato un nuovo calciatore del Lechia Danzica, club con cui si è trasferito a parametro zero. Il 30 gennaio 2018 si è trasferito in prestito allo Śląsk Breslavia. Rientrato al Lechia Danzica al termine della stagione, ha militato nel club biancoverde per un'altra stagione, totalizzando appena 3 presenze. Il 10 giugno 2019 viene ufficializzato il suo trasferimento al Radomiak Radom, club militante nella seconda serie polacca. Dopo una stagione e mezza nel Radomiak, il 7 febbraio 2021 ha rescisso il proprio contratto. Il 10 febbraio 2021 ha firmato un contratto con la formazione riserve del Wisła Płock, club con cui ha terminato la propria carriera da calciatore nel giugno 2022.

#### Nazionale
Nel 2008 ha disputato incontri con la Nazionale Under-15 e con l'Under-16. Nel 2009 ha disputato tre incontri con la Nazionale Under-17. Nel 2010 ha esordito con la Nazionale Under-18, con cui ha totalizzato 5 presenze e 2 reti. Nel 2011 ha disputato un incontro con l'Under-19, mentre nel 2012 ha disputato un incontro con la Nazionale Under-20. Il 23 marzo 2013 ha esordito nell'Under-21, disputando 86 minuti nell'incontro amichevole Polonia-Lituania (3-0). Ha totalizzato, con la selezione Under-21, 12 presenze.

### Dopo il ritiro
Nella stagione 2021-2022, oltre a giocare per la formazione riserve del Wisła Płock, ha assunto il ruolo di allenatore della formazione Under-15. Terminata la carriera da calciatore nel 2022, ha mantenuto il ruolo di tecnico dell'Under-15. Il 16 gennaio 2024 è diventato direttore dell'Accademia del Wisła Płock, mantenendo anche l'incarico di tecnico della formazione Under-15.

## Statistiche

### Presenze e reti nei club
| Stagione              | Squadra               | Campionato            | Campionato | Campionato | Coppe nazionali | Coppe nazionali | Coppe nazionali | Coppe continentali | Coppe continentali | Coppe continentali | Altre coppe | Altre coppe | Altre coppe | Totale | Totale | Totale |
| Stagione              | Squadra               | Comp                  | Pres       | Reti       | Comp            | Pres            | Reti            | Comp               | Pres               | Reti               | Comp        | Pres        | Reti        | Pres   | Reti   |        |
| --------------------- | --------------------- | --------------------- | ---------- | ---------- | --------------- | --------------- | --------------- | ------------------ | ------------------ | ------------------ | ----------- | ----------- | ----------- | ------ | ------ | ------ |
| 2010-2011             | Wisła Płock           | II                    | 27         | 0          | PP              | 0               | 0               | -                  | -                  | -                  | -           | -           | -           | 27     | 0      |        |
| 2011-2012             | Pogoń Stettino        | I                     | 10         | 1          | PP              | 0               | 0               | -                  | -                  | -                  | -           | -           | -           | 10     | 1      |        |
| 2012-2013             | Pogoń Stettino        | EK                    | 16         | 0          | PP              | 0               | 0               | -                  | -                  | -                  | -           | -           | -           | 16     | 0      |        |
| 2013-2014             | Pogoń Stettino        | EK                    | 24         | 1          | PP              | 1               | 0               | -                  | -                  | -                  | -           | -           | -           | 25     | 1      |        |
| giu.-ago. 2014        | Pogoń Stettino        | EK                    | 5          | 0          | PP              | 0               | 0               | -                  | -                  | -                  | -           | -           | -           | 5      | 0      |        |
| Totale Pogoń Stettino | Totale Pogoń Stettino | Totale Pogoń Stettino | 55         | 2          |                 | 1               | 0               |                    | -                  | -                  |             | -           | -           | 56     | 2      |        |
| ago. 2014-2015        | Entella               | B                     | 11         | 0          | CI              | 0               | 0               | -                  | -                  | -                  | -           | -           | -           | 11     | 0      |        |
| 2015-2016             | Pogoń Stettino        | EK                    | 30         | 2          | PP              | 1               | 0               | -                  | -                  | -                  | -           | -           | -           | 31     | 2      |        |
| 2016-mar. 2017        | Pogoń Stettino        | EK                    | 14         | 0          | PP              | 4               | 0               | -                  | -                  | -                  | -           | -           | -           | 18     | 0      |        |
| Totale Pogoń Stettino | Totale Pogoń Stettino | Totale Pogoń Stettino | 44         | 2          |                 | 5               | 0               |                    | -                  | -                  |             | -           | -           | 49     | 2      |        |
| mar.-giu. 2017        | Śląsk Breslavia       | EK                    | 13         | 0          | PP              | 0               | 0               | -                  | -                  | -                  | -           | -           | -           | 13     | 0      |        |
| 2017-gen. 2018        | Lechia Danzica        | EK                    | 10         | 0          | PP              | 1               | 0               | -                  | -                  | -                  | -           | -           | -           | 11     | 0      |        |
| gen.-giu. 2018        | Śląsk Breslavia       | EK                    | 8          | 0          | PP              | 0               | 0               | -                  | -                  | -                  | -           | -           | -           | 8      | 0      |        |
| 2018-2019             | Lechia Danzica        | EK                    | 2          | 0          | PP              | 1               | 0               | -                  | -                  | -                  | -           | -           | -           | 3      | 0      |        |
| 2019-2020             | Radomiak Radom        | I                     | 18+1       | 1+0        | PP              | 1               | 0               | -                  | -                  | -                  | -           | -           | -           | 20     | 1      |        |
| 2020-feb. 2021        | Radomiak Radom        | I                     | 9          | 0          | PP              | 1               | 0               | -                  | -                  | -                  | -           | -           | -           | 10     | 0      |        |
| Totale Radomiak Radom | Totale Radomiak Radom | Totale Radomiak Radom | 28         | 1          |                 | 2               | 0               |                    | -                  | -                  |             | -           | -           | 30     | 1      |        |
| feb.-giu. 2021        | Wisła Płock II        | IV                    | ?          | ?          | -               | -               | -               | -                  | -                  | -                  | -           | -           | -           | ?      | ?      |        |
| 2021-2022             | Wisła Płock II        | IV                    | ?          | ?          | -               | -               | -               | -                  | -                  | -                  | -           | -           | -           | ?      | ?      |        |
| Totale Wisła Płock II | Totale Wisła Płock II | Totale Wisła Płock II | ?          | ?          |                 | -               | -               |                    | -                  | -                  |             | -           | -           | ?      | ?      |        |
| Totale carriera       | Totale carriera       | Totale carriera       | 198+       | 5+         |                 | 10              | 0               |                    | -                  | -                  |             | -           | -           | 208+   | 5+     |        |

## Palmarès

### Club

#### Competizioni nazionali
- Coppa di Polonia: 1

Lechia Danzica: 2018-2019